# HAKKOファクトリー
HAKKOファクトリー(はっこうファクトリー)は広島県尾道市因島重井町に位置し、万田発酵の所有する発酵について学べるテーマパーク、企業博物館。

## 概要
「万田酵素」の研究過程や、製造過程の説明や、万田酵素を使って栽培している野菜や果物などの畑を見学する「HAKKOパークガイドツアー」を実施している。バスツアーでなくても足湯やアスレチックの楽しめるHAKKOガーデンには自由に入園できる。